# Dig a Pony
«Dig a Pony» — песня группы «Битлз», написанная Джоном Ленноном (авторство приписано Леннону и Маккартни). Песня была выпущена в альбоме Let It Be и стала одной из композиций, исполненных и записанных во время знаменитого концерта группы на крыше студии Apple Studios в Лондоне (30 января 1969 года, ул. Савил-Роу, 3). Более ранние, «рабочие» версии песни были позднее выпущены также в составе альбомов-сборников Anthology 3 и Let It Be… Naked.

## История песни
Автором песни был Джон Леннон (данная композиция стала единственным значительным вкладом Леннона в альбом Let It Be, так как композиция «Across the Universe» была написана примерно годом раньше). Рабочим названием песни было «All I Want Is You» (рус. Всё, что я хочу, — это ты). Позднее Леннон отозвался об этой песне как об «образчике дряни». Композиция была посвящена его будущей жене, Йоко Оно. Припев песни был заимствован Ленноном из ранее сочинённой композиции «All I Want Is You»; для версии, вошедшей в альбом, он позднее сочинил другие куплеты. Текст песни представляет собой набор странных, даже бессмысленных фраз, в чём Леннон определённым образом обращается к стилю Боба Дилана.
На обложках ранних американских изданий альбома Let It Be название песни было ошибочно представлено как «I Dig A Pony» (что позже было исправлено).

## Запись песни
Студийная работа над песней (в основном в форме репетиций) проходила на студии Apple Studios 2, 7, 13, 22, 23, 26, 28 и 29 января 1969 года. В альбом-сборник Anthology 3 позднее была включена версия, записанная 22 января.
Тем не менее, версия, вошедшая позже в альбом Let It Be и в одноимённый фильм, была записана во время знаменитого концерта группы на крыше студии Apple Studios (30 января 1969 года, Лондон, ул. Савил-Роу, 3). Сначала группа проиграла небольшой пробный вариант, после чего Джон Леннон попросил подержать перед ним текст песни (что во время второго дубля сделал Кевин Херрингтон, один из ассистентов, присутствовавших при записи).
Песня начинается с фальстарта, во время которого слышен крик Ринго Старра «Hold it!» (рус. Подождите!, Старр в тот момент держал в одной руке сигарету). В самом конце студийной версии песни слышен голос Джона Леннона: «Thank you, brothers. Me hands getting er… too cold to play the chords» (рус. Спасибо, братья. Мои руки слишком… эм-м, замёрзли, чтобы играть аккорды).
Во время студийных проб и репетиций группа неоднократно экспериментировала не только с аранжировкой, но и с текстом песни; в связи с этим в «сторонних» промежуточных версиях, включённых позже в альбомы Anthology 3 и Let It Be… Naked, используются несколько другие тексты.
В записи участвовали:
- Джон Леннон — основной вокал, ритм-гитара
- Пол Маккартни — подголоски, бас-гитара
- Джордж Харрисон — подголоски, соло-гитара
- Ринго Старр — ударные

## Кавер-версии
Песня многократно перепевалась различными исполнителями. Из наиболее значимых кавер-версий можно упомянуть следующие:
- Группа Red Hot Chili Peppers позаимствовала вступление из этой песни для вступления к своей композиции «I Could Die For You», звучавшей во время их тура в поддержку альбома By the Way (2002 год).
- Американская супергруппа Yellow Matter Custard[англ.] исполняла кавер-версию песни во время своего концертного тура в 2003 году.
- Американская исполнительница St. Vincent неоднократно исполняла эту песню во время своих «живых» выступлений.
- Словенская группа Laibach записала кавер-версию для своего альбома Let It Be.
- Рей Ламонтень и Дэвид Грэй исполняли эту песню во время своего совместного концертного тура в 2010 году[12].

## Комментарий
1. ↑  Название песни является как бессмысленным (равно как и бо́льшая часть текста всей песни), так и многозначным: оно может означать как «Подшпорь пони», так и «Оцени эту кружку пива» или «Ищи фунты». Возможны и другие варианты перевода.